# Ліза Заверманн
Ліза Заверманн (нар. 25 вересня 1992) — студентка математики з Німеччини, яка була найуспішнішою учасницею Міжнародної математичної олімпіади 2011 року. Станом на січень 2018 року, зайняла 3-те місце у Міжнародній залі слави математичної олімпіади, завоювавши чотири золоті медалі (2008—2011) та одну срібну медаль (2007) на цих заходах. У всіх цих випадках вона представляла Німеччину. Вона була єдиною студенткою, яка досягла ідеального результату в IMO 2011.
Заверманн відвідувала Мартіна-Андерсена-Нексо-гімназію Дрездена, коли вона була в 12 класі. Вона отримала премію Франца Людвіга Геге в 2011 році і золоту медаль у III віковій групі, конкурсі 11-12 класів. У результаті вона виграла поїздку до Королівської академії наук в Стокгольм. Щоб досягти цього, вона представила нову математичну теорему з доказом у роботі під назвою «Ліси з гіперграфами». У 2011 році почала вивчати математику в Боннському університеті. Вона є аспіранткою Якоба Фокса в Стенфордському університеті.
Її сестра, Анне, на два роки молодша, була успішною учасницею олімпіад з математики та науки на національному рівні.

## Вибрані публікації
- ——— (2016). On the μ-admissible set in the extended affine Weyl groups of E6 and E7. Journal of Algebra. 451: 526—543. arXiv:1411.5427. doi:10.1016/j.jalgebra.2015.11.047.
- Reiher, C.; ——— (2014). Nash-Williams' theorem on decomposing graphs into forests. Mathematika. 60 (1): 32—36. arXiv:1705.01648. doi:10.1112/S0025579313000119.